# Niederösterreichischer Bauernaufstand 1596/1597
Die Niederösterreichischen Bauernaufstände in den Jahren 1596 und 1597 waren Bauernaufstände in Niederösterreich, der sich insbesondere gegen die adeligen Grundherren richtete. Sie standen in Zusammenhang mit dem Zweiten Oberösterreichischen Bauernaufstand (1595–1597).

## Ursachen
Die tatsächliche Ursache dieses Aufstands lag an den schlechten wirtschaftlichen Verhältnissen und der stetig steigenden Steuern (Zehent) und der Arbeit der Bevölkerung (Robot), was durch die Kämpfe mit dem Osmanischen Reich erschwert wurde, die zur Einhebung höherer Steuern für den Landesfürsten bzw. den Kaiser führte und außerdem zu Zwangsrekrutierungen unter den Bauern und den bürgerlichen Ständen. Der direkte Auslöser war aber ein religiöser Konflikt, der am 10. Mai 1594 mit der Vertreibung des katholischen Pfarrers zu St. Peter am Wimberg in Oberösterreich begann. Die immer wieder aufflammenden Aufstände, die sich ursprünglich wohl gegen die adeligen Grundherren richtete, erfassten neben dem heutigen Oberösterreich vor allem das „Viertel ober dem Manhartsberg“ (heute Waldviertel) und die Gegend südlich der Donau im „Viertel ober dem Wienerwald“ (heute Mostviertel).

## Verlauf
Ein Anführer der Bauern war Georg Prunner aus Emmersdorf, der am 18. Dezember 1596 als oberster Befehlshaber der Bauern in Niederösterreich bestellt wurde. Mitte Dezember 1596 hatten Georg Prunner und seine Helfer bei Zwettl 3000 Bauern versammelt, wo sie beschworen, ihren Grundherrschaften bis zur Entscheidung des Kaisers weder Abgaben noch Dienste zu leisten. Dann zogen sie nach Rappottenstein, wo sie am 18. Dezember den Pfarrhof und einen herrschaftlichen Meierhof plünderten. Danach rückten sie vor die Stadt Weitra, die sie vom 23. bis 26. Dezember vergeblich belagerten. Von dort zogen sie weiter nach Gmünd.
Nachdem es am 30. Dezember 1596 in Gmünd zu Verhandlungen mit dem kaiserlichen Herold Peter Fleischmann von Putzlwiz gekommen war, unterfertigte er gemeinsam mit Leonhard Gassner und Georg Göth als „Obristen, haubt-und befelchsleuth des paurenbundts in Osterreich“ einen Revers, in dem sie sich verpflichteten, die Waffen niederzulegen, wieder „nach Hause zu ziehen“ und ihre Beschwerden innerhalb von drei Wochen der kaiserlichen Kommission in Melk vorzulegen, um dann wieder der Obrigkeit zu gehorchen. Zuvor hatte der Herold ihnen schriftlich kaiserlichen Schutz verbriefen und besiegeln müssen.
Allerdings hielt sich Prunner nicht an diesen „Vertrag von Gmünd“. Prunner vernetzte sich mit anderen Aufrührern, etwa mit Hans Markgraber aus Goßsam und dem Puchenstubener Wirt Christian Haller, der Anfang Februar 1597 zum „Oberhauptmann“ der aufständischen Bauern des Erlauf- und Pielachtales gewählt wurde. Im Jänner 1597 zog Prunner mit einer Schar Bauern nach Pöggstall, wo er mit Zustimmung der dortigen Bürgerschaft den Markt und das Schloss besetzte, das damals dem Freiherren Wilhelm von Roggendorf gehörte. Wegen dieses „Vertragbruches“ kam es im Februar zwischen Prunner und anderen Aufständischen zum Konflikt, worauf sich Prunner am 13. Februar aus dem Aufstand zurückzog. Daraufhin wurde ihm von den Aufständischen die Befehlsgewalt abgesprochen, und diese bestimmten Andreas Schremser und Martin Angerer zu ihren neuen Anführern.  Es erging die kaiserliche Aufforderung, sich am 20. Februar in Grafenschlag zu versammeln. Tatsächlich sollen dort ca. 30.000 Mann zusammengekommen sein, mit deren Anführern, die mit den kaiserlichen Kommissäre bis 22. Februar verhandelten. Letztlich kam es zu einer Einigung, nach der die Aufständischen nach Hause zurückkehren konnten und ihre Anführer an einer Verhandlung in Zwettl teilnehmen sollten, wofür ihnen Geleitbriefe zugesagt wurden.
Wenig später flackerte der Aufstand nochmals auf. Am Morgen des 27. Februar 1597 stießen die aufständischen Bauern in Straß im Straßertale auf die Vorhut vorrückender Reiter des Obersten Kollonitsch und erbeuteten mehrere Pferde. Eine größere Reitereinheit, die in der Nähe war und auf das Getümmel aufmerksam wurde, nahm aber wenig später Rache an den aufständischen Bauern und an der Bevölkerung von Straß. Weitere Kämpfe im Raum Kirchberg, Großriedenthal, Langenlois und Gföhl folgten in den ersten Märztagen. Letztlich mussten die aufständischen Bauern zurückweichen und fliehen.
Prunner hielt sich dagegen in seinem Heimatort Emmersdorf auf. Es wird heute vermutet, dass er im Gegensatz zu den anderen von Anfang an durchschaut hatte, dass es sich bei den Verhandlungen mit dem Herold nur um eine Hinhaltetaktik handelte. Tatsächlich waren längst Maßnahmen getroffen worden, um den Aufstand gewaltsam niederzuschlagen. Von der Gegenseite wurde nämlich Anfang Februar 1597 ein Landsknechtregiment unter dem Kommando des Generalobristen Wenzel Morakschi von Noskau, Freiherr zu Litschau aufgestellt, um den Aufstand niederzuschlagen. Außerdem wurde ein Kriegsgericht unter dem Vorsitz von Morakschi eingerichtet, das in der Folge in Schnellverfahren harte Urteile fällte.
Am 11. Februar 1597 begab sich Haller, der „Oberhauptmann“ der aufständischen Bauern des Erlauf- und Pielachtales, nach Eisenerz, um dort die Bergknappen für einen Aufstand zu gewinnen. Er erhielt die Zusage für 60.000 Mann, die jedoch unerfüllt blieb. Auf seinem Rückweg versammelte Haller die Bauern des oberen Ybbstales und um Ybbsitz, Gresten und Gaming. In der Folge gelang es den Bauern, die Kartause Gaming zu plündern und das Stift Lilienfeld zu überfallen. Am Karfreitag marschierten Hallers Truppen auf St. Pölten zu und belagerten die befestigte Stadt. Gegen die Geschütze der Stadtverteidigung errichteten sie Schanzen und versuchten, die Wasserversorgung zu unterbrechen. Vor den herbeigeeilten kaiserlichen Reitern flüchteten rund 3000 der Belagerer in Richtung Wilhelmsburg und wurden am Steinfeld bei Sankt Georgen am Steinfelde niedergemetzelt, auch Haller starb am 5. oder 6. April in der Schlacht.
Am 2. April 1597 war bereits die Gefangennahme Georg Prunners in Emmersdorf erfolgt. Erzherzog Matthias drückte Morakschi am 5. April seine Anerkennung über die Niederschlagung des Aufstandes im Waldviertel aus, tadelte ihn aber gleichzeitig wegen der Zügellosigkeit seiner Truppe. Wenige Tage später brach auch der Aufstand im Viertel ober dem Wienerwald mit der Gefangennahme Hans Markgrabers am 11. April 1597 bei Scheibbs endgültig zusammen.

## Ende des Aufstandes
Nach der Niederschlagung des Aufstandes in Niederösterreich wurden 54 Angeklagte hingerichtet, rund 400 Aufständische wurden verstümmelt oder zu Zwangsarbeit in den Festungsgräben Wiens verurteilt. Hans Markgraber und sein Mitstreiter Georg Prunner wurden am 24. Oktober 1597 in Wien hingerichtet.
Die Gegenmaßnahmen der Regierung liefen auf Spaltung der aufständischen Gruppierungen in Ober- und Niederösterreich hinaus, Verhandlungen mit den Oberösterreichern und gleichzeitige brutale Niederschlagung der Niederösterreicher. Auch der Aufstand in Oberösterreich scheiterte letztlich an der Kriegsmüdigkeit der Bauern. Im Mai 1597 verabschiedete Kaiser Rudolf II. Erlasse über eine Begrenzung von Abgaben und zur Verminderung der Fron-Leistungen.
Daraufhin beendete die Mehrheit der Aufständischen ihre Rebellion. Der oberösterreichische Bauernführer Georg Tasch wurde am 11. Juni  unter dem Vorwand von Verhandlungsbereitschaft in eine Falle gelockt und gefangen genommen.
Zu weiteren Bauernerhebungen in Niederösterreich kam es 1632.